# 장윤정 (미스코리아)
장윤정(한국 한자: 張允貞,, 1970년 8월 16일 ~ )은 대한민국의 미스코리아 출신 배우, 방송인이다.
1987년 18살의 나이로써 미스코리아 진으로 뽑힌 후 1988년 미스 유니버스 2위에 오르며 화려한 스포트라이트를 받았다. 1990년대 각종 방송 프로그램의 MC로 활약하다 1999년 모든 방송 활동을 접고 연예계를 떠났고, 미국으로 건너가 두 딸을 키우는 평범한 가정주부로 지내다가 16년 만인 2016년 영화 《트릭》에 출연하며 연기 활동을 재개했다.

## 학력
- 대봉초등학교 (졸업)
- 수성여자중학교 (졸업)
- 경북예술고등학교 무용과 (졸업)
- 숙명여자대학교 무용과 (졸업)

## 결혼
1994년 전 국회의원인 이필우의 장남인 은행원 이상수과 결혼했지만 3년만에 이혼하였고, 그 후 2000년대 초반 미국에서 15살 연상의 재미교포 사업가 김상훈과 재혼했다. 장윤정은 2016년 9월 27일 TV조선 예능 프로그램에 출연하여 "사업으로 미국을 자주 왕래하는 남편이 미국에 가자고하여 미국에서 살게 되었고 살다보니까 10년 정도 거주를 하게 됐다"고 미국에서 오래 살았던 이유를 밝혔다. 그리고 "이 남자가 언제까지 나한테 못되게 구나 두고보자라는 생각으로 오기로 결혼을 했다”라며 무뚝뚝한 남편과 결혼한 이유에 대해 밝히기도 했다.

## 출연작

### 영화
- 1992년 《산산이 부서진 이름이여》
- 1993년 《소녀 18세》
- 1994년 《잃어버린 욕망》
- 2016년 《트릭》... 원장(지영) 역
- 2021년 《내겐 너무 소중한 너》... 상담사 역

### 라디오 진행
- 1998년 교통방송 즐거운 운전석

### 텔레비젼 진행
- 1988년 KBS2 《생방송 전국은 지금》
- 1991년 KBS2 《밤으로 가는 쇼》(밤과 음악사이의 전신) ... 초대 여성 MC
- 1991년 KBS2 생방송 《토요 대행진》 ... 초대 MC(고현정과 최초로 쇼프로 여성 듀오 MC를 맡음)
- 1993년 KBS2 《밤과 음악사이》 ... 초대 여성 MC, 4대 여성 MC
- 1993년 ~ 1994년 KBS2 《퀴즈 주부대학》MC
- 1997년 SBS 《코미디 전망대》

### 드라마
- 2022년 Seezn 웹드라마 《블루밍》